# Regresso ferroviario

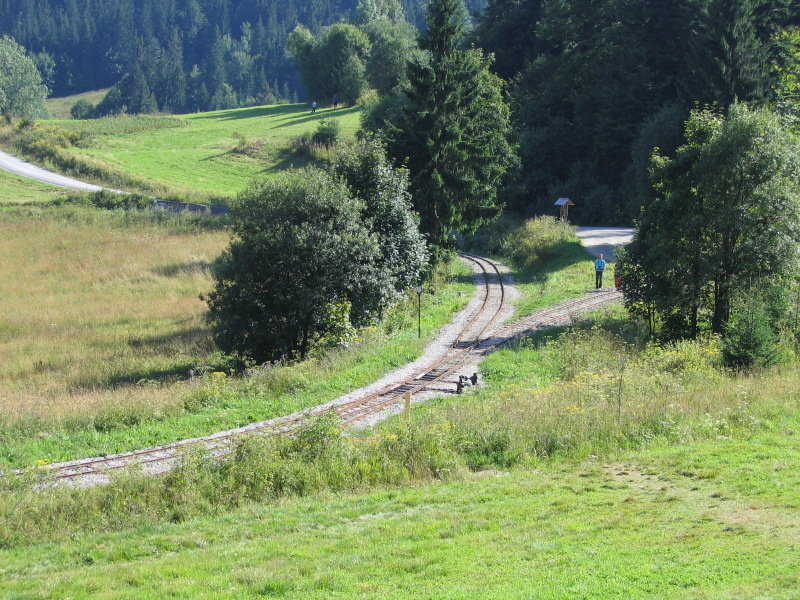
Regresso ferroviario sulla linea Kysucko-Oravská

Il termine regresso, in ambito ferroviario, indica l'azione consistente nell'arrestare un treno o una locomotiva per poi invertirne la direzione di marcia e farlo ripartire nel verso opposto; per estensione un binario atto a tale scopo viene chiamato binario di regresso.
Nato con le esigenze tipiche della ferrovia, negli ultimi anni l'evoluzione tecnica ha semplificato drasticamente l'operazione, che da un processo lungo e laborioso che richiedeva particolari impianti si è ormai ridotta ad una semplice commutazione di interruttori e di apparati.

## Necessità

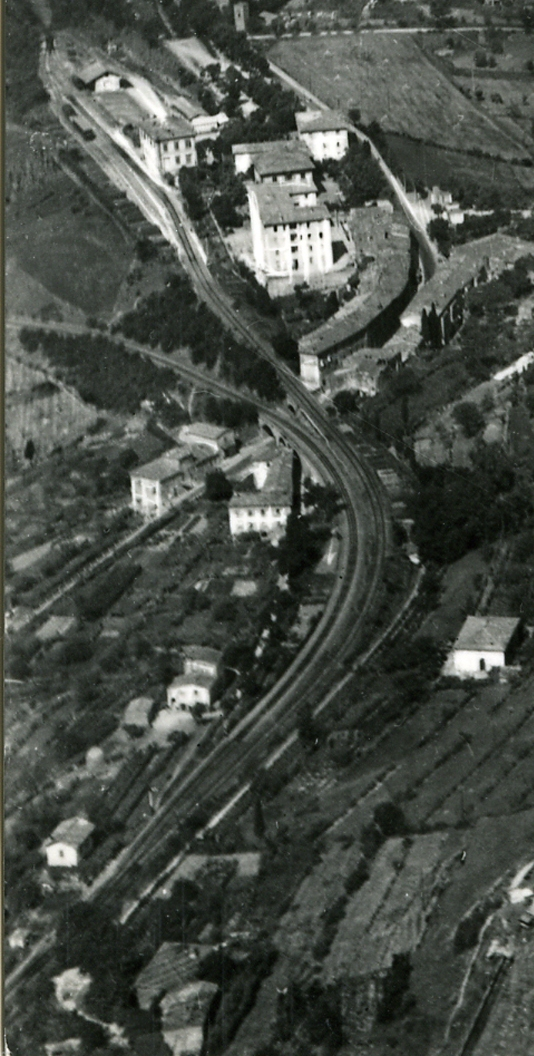
Panoramica del regresso sulla ferrovia Saline-Volterra

L'azione di regresso può essere richiesta sia per motivi di circolazione, sia per caratteristiche della linea ferroviaria.

### Raggiungimento di una stazione terminale o di testa
Qualsiasi tipo di treno che entri e si fermi in una stazione terminale o di testa deve poi effettuare un regresso al momento di ripartire.
Ad esempio un treno che collega Milano e Roma arriverà e ripartirà nella stessa direzione alla stazione di Bologna Centrale, che è dotata di binari passanti, mentre quando si fermerà alla stazione di Firenze Santa Maria Novella, che è di testa, dovrà ripartire in senso contrario, eseguendo un regresso.
In molti casi, nelle città che hanno stazioni principali terminali, si preferisce collocare le fermate dei treni a lunga percorrenza nelle stazioni passanti e più esterne ma comunque collegate al centro cittadino dai mezzi pubblici urbani, non essendo la fermata in centro conveniente, in termini commerciali, rispetto al guadagno di tempo dato dalla non necessità di cambiare direzione al treno: ciò accade ad esempio a Roma prediligendo la stazione Tiburtina, passante, alla stazione Termini, di testa (e le due stazioni sono entrambe servite dalla linea B della metropolitana), oppure a Milano, con l'impiego della stazione di Rogoredo in alternativa alla stazione Centrale, rispettivamente passante e di testa (e i due scali presentano entrambi l'interscambio con la linea M3 della metropolitana).
La costruzione di stazioni terminali era motivata, agli albori della storia della ferrovia, dal fatto che le singole linee erano gestite da soggetti differenti e non interconnesse tra loro e, a volte, dalla necessità di portare i treni il più vicino possibile al centro cittadino. Vi era comunque anche una giustificazione tecnica, in quanto si poteva approfittare della necessità di fermare i convogli per effettuare la continua manutenzione corrente richiesta dalle locomotive a vapore.
Quando il regresso viene svolto su un binario terminale, se la locomotiva che ha condotto il treno in stazione non è bidirezionale e/o il treno non è dotato di una seconda cabina o locomotiva all'estremità opposta, è di fatto obbligatorio sganciarla e sostituirla con un'altra locomotiva fatta giungere all'estremità opposta del convoglio, in quanto non può allontanarsi essendo il binario occupato dalle carrozze.
Oggi, in genere, si evita la costruzione di stazioni terminali, anzi in alcuni casi se ne sono trasformate alcune da terminali in, almeno parzialmente, passanti; un esempio è la stazione di Milano Porta Garibaldi, che ha una parte in superficie con 12 binari terminali ed 8 passanti ed una parte sotterranea con 2 binari passanti.

### Raggiungimento del termine della corsa
Quando un treno raggiunge il termine della sua corsa può uscire dal servizio ed essere condotto in un deposito oppure rimanere in attesa di svolgere un'altra corsa. In ogni caso, indipendentemente che si tratti di una stazione di testa o di transito, può essere necessario o meno eseguire un regresso a seconda della direzione in cui si trova la nuova destinazione del convoglio.

### Interconnessione tra linee
La particolare conformazione del tracciato ferroviario può imporre un cambio del senso di marcia quando il passaggio da una linea all'altra si può effettuare solo invertendo la direzione.
Questo in genere accade quando l'orografia del territorio o le caratteristiche dell'infrastruttura ferroviaria rendono troppo complessa o impossibile la realizzazione di un raccordo diretto tra le due tratte; ciò non accade, ad esempio, nella stazione di Bologna Centrale, la quale, per rendere tutti i treni in grado sia di attraversarla che di evitarla a seconda delle necessità, ha a supporto un vasto e articolato anello, la linea di cintura, che abbraccia l'intera città di Bologna, mentre accade, per esempio, nella stazione di Genova Piazza Principe, dove i treni che collegano tra loro la Pianura Padana e la riviera ligure di Ponente devono necessariamente ripartire in direzione opposta a quella di arrivo. 

### Motivi orografici
Soprattutto nelle realizzazioni ferroviarie del XIX secolo, la limitata tecnologia disponibile nello scavo di gallerie ha portato i progettisti a disporre regressi per affrontare passaggi difficili.
In questi casi in genere si procede a marcia all'indietro fino al regresso successivo. Un altro motivo dei regressi era il ricovero dei lunghi treni merci che, quando dovevano incrociare un altro treno in una stazione piccola di una linea a semplice binario o subìre una precedenza, erano costretti al regresso e all'instradamento lungo un binario tronco per liberare l'itinerario necessario all'ingresso secondo treno nei corti binari della stazione.
Alcuni esempi di linee con regressi in linea, sia in servizio che dismesse, sono la Ferrovia Centrale del Perù, la linea Saignelégier-Glovelier delle CJ e la Neuchâtel-Le Locle delle FFS, queste ultime entrambe nel Giura svizzero; in Italia sono o sono stati presenti regressi sulla ferrovia Cecina-Volterra, dove era oggettivamente impossibile costruire una curva per entrare nella stazione di Volterra, sulla ferrovia Menaggio-Porlezza, sulla tranvia Roma-Tivoli e sulla ferrovia Genova-Casella, che dal 1953 effettua un regresso alla stazione di Casella Deposito, impianto che in origine era il capolinea settentrionale della tratta, per ovviare alla stretta curva alla base della salita verso il valico della Crocetta d'Orero.

## Modalità di effettuazione
L'evoluzione della tecnica ha drasticamente semplificato l'operazione di regresso, di fatto annullandone la complessità.

### Locomotive a vapore
Le locomotive a vapore venivano solitamente costruite per viaggiare in un unico senso di marcia, anche se dotate di retromarcia. I problemi nell'inversione di marcia potevano essere:
- La conformazione del rodiggio, spesso non simmetrico, che ne condizionava l'inscrivibilità in curva, determinando una limitazione della velocità massima.
- I meccanismi di distribuzione del vapore (complessi biella-manovella) ed i flussi aerodinamici che interessavano la combustione erano progettati per la marcia in avanti, quindi andando a marcia indietro si ottenevano delle prestazioni minori.
- La cabina era orientata in avanti ed il tender impediva la visuale all'indietro.
- Viaggiando a marcia indietro con la locomotiva in testa al treno, la carenatura della cabina si comportava come un convogliatore, quindi i macchinisti erano esposti oltremodo agli agenti atmosferici.

Per questi motivi, ai tempi della trazione a vapore, ogni deposito locomotive e molte stazioni importanti o poste all'intersezione di più linee erano dotate di piattaforme girevoli o stelle di inversione, alcune delle quali sono ancora presenti ai giorni nostri.

### Locomotive elettriche e/o termiche
L'avvento della trazione elettrica e in seguito di quella diesel hanno introdotto una grande semplificazione, in quanto le locomotive moderne sono generalmente simmetriche nel rodiggio e possono marciare senza alcuna differenza nelle due direzioni. Nel caso delle locomotive con cabina di guida in una sola direzione, ad esempio le E.464 italiane, occorre comunque sostituire o ruotare la locomotiva se il convoglio non è dotato di una seconda cabina all'estremità opposta.

### Convogli a composizione bloccata
I treni formati da automotrici e rimorchiate sono composti inserendo un rotabile dotato di cabina di guida in testa ed uno in coda. A volte tutto il treno è composto con automotrici, ognuna dotata della sua cabina di pilotaggio; in tale caso le cabine delle automotrici intermedie restano inutilizzate. 
Gli elettrotreni e gli autotreni sono invece convogli, a propulsione elettrica nel primo caso e termica nel secondo, privi di locomotiva in quanto auto-motori, a composizione bloccata (in genere articolata) e bidirezionali, quindi dotati di una cabina di guida a ciascuna delle estremità.
Al momento di effettuare il regresso il macchinista deve semplicemente disabilitare i comandi di una cabina, spostarsi nell'altra cabina ed attivarne i comandi.
Nei treni più vecchi è necessario cambiare il colore della luce dei fanali, facendo diventare bianchi quelli che erano rossi in quanto fino a quel momento posti in coda, in genere spostando delle apposite lastre ottiche rosse tra le due estremità del treno; sui convogli reversibili più moderni invece i fanali sono dotati di lampade sia bianche che rosse, che vengono accese e spente automaticamente in base alla configurazione.

### Treni con carrozza semipilota
Ibrido tra un treno convenzionale ed un convoglio auto-motore reversibile per quanto riguarda il comando, si tratta un treno dotato di una locomotiva in grado di marciare in entrambe le direzioni ad una estremità e di una carrozza semipilota. Da quest'ultima, attrezzata allo scopo, la locomotiva viene telecomandata quando si trova in coda.
Al momento di effettuare il regresso, il macchinista si trasferisce nella carrozza semipilota e attiva il controllo a distanza della locomotiva, la quale passerà dalla configurazione di trazione a quella di spinta fino al successivo cambio di senso di marcia, quando verranno eseguite le operazioni inverse.